# Лео Франк
Лео Макс Франк (енгл. Leo Frank; Куеро, 17. април 1884 — Маријета, 17. август 1915) је био јеврејско-амерички бизнисмен који је линчован 1915. године у граду Маријета у америчкој савезној држави Џорџија. У његовом линчу је учествовало неколико најугледнијих људи у граду. Догађај је скренуо пажњу јавности на антисемитизам у Сједињеним Америчким Државама и довео до оснивања Антидефаминационе лиге.
Линч Леа франка и сензационалистичко и антисемитско писање новина о овом случају били су један од кључних фактора који су допринели оживљавању Кју-Клукс-Клана 1915. године.

## Убиство и суђење
Управник компаније за производњу оловки из Атланте, Лео Макс Франк, осуђен је 26. августа 1913. за убиство фабричке раднице, тринаестогодишње Мери Фејган. Фејганова је задављена 26. априла, а пронађена је следећег дана у подруму фабрике. Франк је био последњи који ју је видео живу, а било је и тврдњи да је „флертовао с њом у прошлости“.
Франк је одрастао у Њујорку, и сматран је представником „јенки капитализма“. Бивши члан Представничког дома САД Томас Е. Вотсон искористио је овај случај те је кроз сензационалистичко писање у својим новинама заговарао оживљавање Кју-Клукс-Клана, називајући Франка чланом јеврејске аристократије који је одвео „нашу малу девојчицу“ у одвратну смрт. Франк и његови адвокати такође су прибегли стереотипима, оптужујући другог осумњиченог, Џима Конлија, црног радника који је сведочио против Франка, да је нарочито склон лагању и убијању због његове расе.

## Линч
Франк је проглашен кривим и осуђен на смрт што је довело до славља на улицама. До јуна 1915. његове жалбе нису уважене али је гувернер Џон М. Слејтон веровао да правда није остварена и преиначио казну на доживотну робију изазвавши тиме велики бес локалног становништва, делом и због тога што је Слејтон био партнер у адвокатској фирми која је бранила Франка. Маса од 5.000 људи марширала је до Слејтонове куће у знак протеста, а два месеца касније Франка је из затвора киднаповала група од 25 наоружаних људи који су се називали „Витезови Мери Фејган“. Одвели су га близу куће у којој је живела Фејганова и тамо га обесили. Окупљена маса је фотографисала Франково тело, узимали су комаде његове ноћне кошуље и делове конопца како би их продавали као сувенире.

## Каснији догађаји
Убрзо након Франковог линча половина од око 3.000 Јевреја који су живели у Џорџији је напустила државу. Многи амерички Јевреји видели су у Франку америчког Алфреда Драјфуса. Локално одељење Бнаи Брит у Атланти, чији је Франк био председник одлучило је да формира Антидефаминациону лигу.
Дана 25. новембра 1915, „Витезови Мери Фејган“, који су киднаповали Франка из затвора и затим га линчовали, запалили су гигантски крст на врху Планине Стоун, означавајући на тај начин поновно рађање Кју-Клукс-Клана.